# Dominika Sztandera
Dominika Anna Sztandera (Dzierżoniów, 19 de enero de 1997) es una militar y deportista polaca que compite en natación.
Ganó dos medallas de oro en el Campeonato Europeo de Natación de 2024 y dos medallas en el Campeonato Europeo de Natación en Piscina Corta, en los años 2019 y 2021.

## Palmarés internacional
| Campeonato Europeo                  | Campeonato Europeo    | Campeonato Europeo | Campeonato Europeo |
| Año                                 | Lugar                 | Medalla            | Prueba             |
| ----------------------------------- | --------------------- | ------------------ | ------------------ |
| 2024                                | Belgrado (Serbia)     | Medalla de oro     | 50 m braza         |
| 2024                                | Belgrado (Serbia)     | Medalla de oro     | 4 × 100 m estilos  |
| Campeonato Europeo en Piscina Corta |                       |                    |                    |
| Año                                 | Lugar                 | Medalla            | Prueba             |
| 2019                                | Glasgow (Reino Unido) | Medalla de oro     | 4 × 50 m estilos   |
| 2021                                | Kazán (Rusia)         | Medalla de bronce  | 4 × 50 m libre     |